# Andrea, bailantera
Andrea, bailantera es el decimonoveno capítulo de la segunda temporada de la serie de televisión argentina Mujeres asesinas. Este episodio se estrenó el día 15 de agosto de 2006.
Este episodio fue protagonizado por Romina Ricci, en el papel de asesina. Coprotagonizado por Facundo Espinosa y Bárbara Lombardo. Y las participaciones de Irene Almus y Roly Serrano.

## Desarrollo

### Trama
Se centra en la vida de tres amigos inseparables: Andrea (Romina Ricci), Lucas (Facundo Espinosa) y Florencia (Bárbara Lombardo), que comparten la pasión por la bailanta. Andrea es una joven de carácter fuerte y condición humilde, es novia de Lucas y está pendiente de él. Es celosa y posesiva. Es golpeada por su padre y se va por un tiempo a vivir con Florencia. Andrea ve que Florencia y Lucas sostienen relaciones sexuales. Ella tenía la intención de matar a Lucas, pero no pudo. Perdona a Florencia pero viendo todavía la infidelidad de su exnovio, hiere a la amante de este, y a él lo apuñala varias veces en la espalda y abdomen.

### Condena
Andrea fue condenada a 9 años de prisión. Las confesiones escritas en su diario fueron la principal prueba en su contra. Florencia la visita periódicamente. Nunca dejó de llevarle las últimas novedades de su música favorita.

## Elenco
- Romina Ricci
- Facundo Espinosa
- Bárbara Lombardo
- Irene Almus
- Roly Serrano
- Lucrecia Oviedo
- Marcelo Zamora
- Cecilia Gispert (voz)
- Marcelo Armand (voz)

## Adaptaciones
- Mujeres asesinas (Colombia): Andrea, la rumbera - Valentina Acosta